# Maleriraptor
Maleriraptor („lupič ze souvrství Maleri“) byl rod starobylého, vývojově primitivního teropodního dinosaura z čeledi Herrerasauridae, jehož fosilie byly objeveny na území Indie. Jedná se o jednoho z vývojově nejprimitivnějších zástupců plazopánvých dinosaurů, známých z Asie.

## Objev

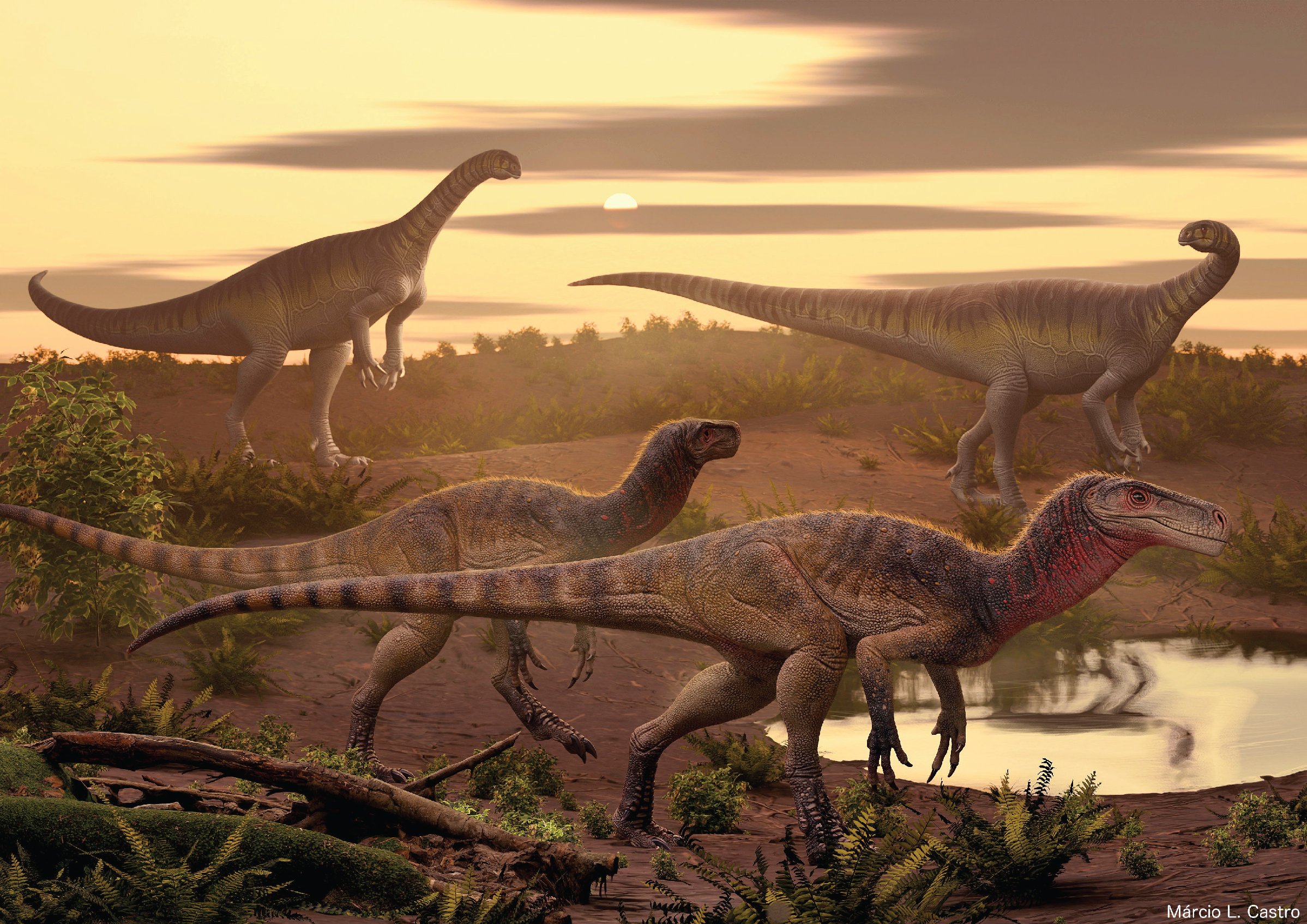
Hypotetická rekonstrukce dinosaurů ze souvrství Maleri (rody Maleriraptor a Jaklapallisaurus).

Maleriraptor žil v období pozdního triasu (geologický věk (raný) nor, asi před 227 až 220 miliony let). Patří tak k nejstarším známým asijským dinosaurům vůbec. Typový exemplář byl objeven někdy před rokem 1985 v sedimentech geologického souvrství Svrchní Maleri na území pánve Pranhita-Godavari nedaleko města Annaram (stát Telangána, jiho-centrální Indie). Dnes nese sbírkové označení ISIR 282 a je uložen ve sbírkách Indického statistického institutu (ISI). Poprvé byla fosilie popsána roku 2010, plný formální popis však byl publikován až v květnu roku 2025. Typovým druhem je Maleriraptor kuttyi.

## Popis
Jednalo se o menšího dravce (o délce asi 3 až 4 metry), možná žijícího v malých smečkách. Jeho kořistí byli drobní obratlovci, zejména různé formy obojživelníků a plazů. Pravděpodobně ještě neměl pneumatizované kosti s invazivním systémem vzdušných vaků a nebyl tak nejspíš vybaven extrémně výkonnou dýchací soustavou, charakteristickou pro pozdější plazopánvé dinosaury.

## Zařazení
Jednalo se o bazálního zástupce kladu Herrerasauria, vzdáleně příbuzného například o několik milionů let staršímu brazilskému rodu Gnathovorax. Vzhledem k nejasnostem ohledně zařazení celého kladu těchto dravých dinosaurů do skupiny plazopánvých (resp. vývojově primitivních teropodů) však zůstává jejich pozice v dinosauří fylogenezi nejistá.